# Стаффорд (Орегон)
Стаффорд (англ. Stafford) — переписна місцевість (CDP) в США, в окрузі Клакамас штату Орегон. Населення — 1895 осіб (2020).

## Географія
Стаффорд розташований за координатами 45°22′26″ пн. ш. 122°40′44″ зх. д. / 45.37389° пн. ш. 122.67889° зх. д. (45.373826, -122.678819).  За даними Бюро перепису населення США в 2010 році переписна місцевість мала площу 15,75 км², з яких 15,60 км² — суходіл та 0,15 км² — водойми.

## Демографія
Згідно з переписом 2010 року, у переписній місцевості мешкало 1577 осіб у 599 домогосподарствах у складі 471 родини. Густота населення становила 100 осіб/км².  Було 644 помешкання (41/км²).
Расовий склад населення:
| - 93,5 % — білих - 2,0 % — азіатів - 0,4 % — чорних або афроамериканців - 0,2 % — вихідців з тихоокеанських островів - 0,1 % — корінних американців - 1,3 % — осіб інших рас |

До двох чи більше рас належало 2,5 %. Частка іспаномовних становила 3,7 % від усіх жителів.
За віковим діапазоном населення розподілялося таким чином: 22,9 % — особи молодші 18 років, 63,3 % — особи у віці 18—64 років, 13,8 % — особи у віці 65 років та старші. Медіана віку мешканця становила 47,3 року. На 100 осіб жіночої статі у переписній місцевості припадало 97,1 чоловіків;  на 100 жінок у віці від 18 років та старших — 95,2 чоловіків також старших 18 років.
Середній дохід на одне домашнє господарство  становив 130 039 доларів США (медіана — 127 396), а середній дохід на одну сім'ю — 133 578 доларів (медіана — 139 688). За межею бідності перебувало 8,0 % осіб, у тому числі 0,0 % дітей у віці до 18 років та 0,0 % осіб у віці 65 років та старших.
Цивільне працевлаштоване населення становило 863 особи. Основні галузі зайнятості: фінанси, страхування та нерухомість — 18,0 %, освіта, охорона здоров'я та соціальна допомога — 16,1 %, роздрібна торгівля — 15,2 %, виробництво — 14,5 %.